# Bournazel, Aveyron
Bournazel är en kommun i departementet Aveyron i regionen Occitanien i södra Frankrike. Kommunen ligger  i kantonen Rignac som ligger i arrondissementet Rodez. År 2022 hade Bournazel 325 invånare.

## Befolkningsutveckling
Antalet invånare i kommunen Bournazel
Referens: INSEE